# 古賀義弥
古賀 義弥（こが よしや、1943年12月8日 - ）は、日本の作曲家、ギタリスト、演出家、ボイストレーナー。旧芸名：古賀 修。

## 来歴
福岡県福岡市出身。福岡大学法学部法律学科卒業。
音楽大学を志すも家族（特に姉）の反対により断念し、法学部に進学。地元の福岡でカントリーバンド「シュガーフット・ブラザース」を結成しボーカルを担当。1966年に渡辺プロダクションにスカウトされて上京、GSグループの「レオ・ビーツ」を結成し、ギター・ボーカルを担当。キングレコードから『霧の中のマリアンヌ』でデビュー。
1973年に渡辺プロから独立し、レオ・ビーツ6名のうち3名に新しいメンバー1名を加えて「ブルー・ジャッカス」結成。フィリップスより『理想の女』をリリース。その頃、日本テレビ「おはよう!こどもショー」「カックラキン大放送」などの音楽担当となる。1977年に「ブルージャッカス」を解散し、作・編曲、ボイストレーナーをメインとする活動に移行。
2013年7月には、うつみ宮土理と日本最高齢デュオ（当時ふたり合わせて140歳）の「R246」を結成し、シングル『あの道 この道』（うつみの夫・愛川欽也が作詞）でデビューした。
古賀作曲の競輪の選手入場曲だった『WAY TO VICTORY』は、元埼玉西武ライオンズの後藤武敏が登場曲としても用いた。